# Purbiya
Purbiya o purbia fue un término usado en la India medieval para designar a los soldados rajput de la llanura indogangética - actuales Bihar y oriente de Uttar Pradesh. Significa orientales, en referencia a su reclutamiento entre las tribus rajput del oriente en vez de su primos occidentales de Rayastán.
Purbiya fue un término comúnmente usado para los soldados de Oudh y Bhojpur que servían como mercenarios para los gobernantes de India occidental y norte. Los gobernantes de Malwa fueron especialmente  entusiastas con su uso, debido a la habilidad de los purbiyas con las armas de fuego. Esta pericia puede haber sido debida debido a la fácil disponibilidad de salitre en sus áreas nativas. Otros empleadores habituales incluyen a la Compañía Británica de las Indias Orientales (especialmente en el Ejército de Bengala) y la Confederación Maratha.
La mayoría de los purbiyas fueron mercenarios y recibían paga por sus servicios pero algunos fueron reyes de pequeños principados. Muchos estados de los estados aristocráticos indios (Zamindari) fueron gobernados por estos rajputs como Sonbarsa Raj, regido por el clan Ganwaria, Jagdispur en Bidar del Sur y Shakarpura en Bidar del norte bajo los Ujjainiya Parmar de Dhar.

## Historia
Las primeras menciones a su empleo se remontan a comienzos del siglo XIV cuando los Parmar migraron y depusieron a los Chero. Estos rajput pasaron a ser llamados 
Ujjainiya y son los ancestros de uno de los clanes rajputs de la región. De acuerdo al "Khyat", una fuente semilegendaria sobre dichos rajput, el Sultanato de Jaunpur acabó con los rezos de los Brahmin a orillas del Ganges, lo que llevó a los Ujjainiya a intervenir en favor de los brahmins. Pese a ello fueron derrotados y los templos hindúes demolidos.
Con anterioridad a 1857, la Compañía Británica de las Indias Orientales prefirió reclutar soldados purbiyas, que llamaban "Las tribus combativas de Hindus y Musulmanes" u "Orientales". El ejército de Bengala de la Compañía prefirió reclutar sus cipayos entre los brahmanes y rajputs de Awadh y Bihar, en parte por su altura (la media superaba 1.70 m) que les daba un aspecto impresionante entre los soldados.

### Motín de 1857
Los cipayos purbiyas del ejército de Bengala desempeñaron un papel importante en la Rebelión india de 1857 contra el gobierno británico. Mangal Pandey, figura notable durante el inicio del motín, era un purbiya sirviendo en el 34.º Regimiento de infantería nativa de Bengala. Tras la supresión de la revuelta, las autoridades británicas decidieron no recluta tropas de las llanuras orientales y el nuevo ejército de Bengala fue reclutado principalmente entre las comunidades sijs y musulmanas del Punjab. El reclutamiento de purbiyas de las regiones occidentales de las Provincias Unidas y la región de Delhi prosiguió pero en una escala más reducida.

## Personas notables
- Kunwar Singh: Rey de Jagdispur en Bhojpur y dirigente durante la rebelión de 1857 en Bihar
- Silhadi–Tomar: jefe rajput del noreste de Malwa en el siglo XVI. Comandó una fuerza de mercenario purbiyas y es a veces referido como tal.